# Astroqueen
Astroqueen es una banda de doom y stoner metal proveniente de Suecia, formada en 1998. Han lanzado dos álbumes al mercado: Into Submission de 2001 y Astroqueen Vs Buffalo de 2005. A pesar de no gozar de mucho reconocimiento fuera de su país, Astroqueen ha participado en grandes festivales y ha colaborado con la grabación de la canción A National Acrobat para el álbum tributo a Black Sabbath Nativity in Black III, en el que grandes bandas como Anthrax, Soundgarden y Soulfly también aportaron material.

## Integrantes

### Formación actual
- Daniel Änghede - vocal, guitarra
- Daniel Tolergård - guitarra
- Mattias Wester - bajo
- Johan Backman - batería

## Discografía

### Álbumes de estudio
- 2001 - "Into Submission" (Pavement Music)

### Recopilaciones
- 2005 - "Astroqueen vs Buffalo" (split con Buffalo)